# 박승옥
박승옥(1938년 1월 28일 ~ )은 대한민국의 전직 축구 선수로 1962년 아시안 게임, 1964년 하계 올림픽, 1964년 AFC 아시안컵 대표 선수로 활동했다.

## 선수 시절
1962년부터 1964년까지 대한민국 대표팀의 일원으로 활동하며 1962년 아시안 게임 은메달을 획득했고 이후 1964년 하계 올림픽과 1964년 AFC 아시안컵에도 출전했다.

## 수상
대한민국
- 아시안 게임 : 은메달 (1962년)